# 油田遺跡 (南アルプス市)
油田遺跡（あぶらだいせき）は、山梨県南アルプス市田島字油田にある遺跡。弥生時代、古墳時代、平安時代の集落遺跡。

## 立地と地理的・歴史的環境
所在する南アルプス市田島は甲府盆地西部、釜無川右岸の西郡地域に位置する。釜無川と巨摩山地から東流する滝沢川・坪川の形成する複合扇状地上の扇端部に立地する。標高は260メートル付近。周辺は釜無川の氾濫原であり、湧水の多い沖積低地である。
釜無右岸地域では東から巨摩山地・市之瀬台地、滝沢・大坪川扇状地、釜無氾濫原の沖積地と特徴の異なる地形が連続し、各時代の考古遺跡が分布している。旧石器・縄文時代の集落遺跡は山地・台地と扇状地との境界傾斜地に分布し、扇状地への進出傾向が見られる。弥生時代には遺跡数が増加し、六科丘遺跡、長田口遺跡など山地・台地に立地する集落遺跡のほか、十五所遺跡、二本柳遺跡など扇状地の扇央部、扇端部へ立地する遺跡も出現する。油田遺跡はさらに低位に進出した集落遺跡で、南西の大師東丹保遺跡など周辺には同時期の遺跡が見られ、稲作の開始と連動した変遷であることが指摘されている。
古墳時代には台地や扇状地に六科丘古墳、物見塚古墳、鋳物師屋古墳など6世紀代の後期古墳が出現し、沖積地でも埋没した円墳が見られる。平安時代には再び集落遺跡が増加し、田島地区では埋没条理も発見されている。

## 発掘調査と検出遺構・出土遺物
周辺は畑地や水田であったが、1989年（平成元年）には建設省甲府工事事務所による国道52号（甲西道路）の建設工事に際して南巨摩郡増穂町（現・富士川町）大椚-中巨摩郡白根町（現・南アルプス市）在家塚間8キロメートルの区間において山梨県埋蔵文化財センターによる遺跡所在確認調査が行われ、10ヶ所の遺跡が確認された。油田遺跡は翌1990年（平成2年）の試掘調査で土師器片が出土し、1992年（平成4年）から翌1993年（平成5年）にかけて発掘調査が実施された。
調査区域は東西40メートル、南北230メートルで、南からI～IV区が設定された。平成4年度の第一次調査ではII・IV区が、平成5年度の第二次調査ではI・III区の調査が行われた。出土遺物は同センターに所蔵され、調査後には甲西道路の開発が進められた。
I区には弥生時代中期中葉の遺物包含層があり、須和田式併行期の壺や甕、黒曜石の石核、剥石や石鏃、動物遺体が出土している。遺物包含層の下層には中期中葉から後葉の時期に発生した地震により作られたと考えられている地震痕があり、地砂脈や噴砂、液状化層や断層が検出されている。
また、埋没河道には中期後葉の遺物が含まれ、中期後葉の土器や磨製石鏃、打製石斧のほか木製堅杵が出土している。木製堅杵は土器類と同じく弥生中期の木製品で、最大長78.5センチメートル、最大幅7.2センチメートル。両部分の境は不明瞭であるが握部が搗部より細く加工されている。表面にも加工痕が認められ、鉄製工具で削られたと考えられている。ほか、I区からは古墳時代の杭列2条も検出されている。
II区では古墳時代後期の土器集中区が1基、III区では集石を伴う古墳時代の祭祀遺構が1基と平安時代の水田跡11枚が検出されている。前期末葉から中期初頭土器はわずかで、IV区の遺構外からは条痕文系甕が検出されている程度。
出土した弥生土器は長野県に分布する栗林系土器と静岡県に分布する有東式土器の系譜に属する土器が2:1の割合で混在しており、中部・東海の異なる地域の文化交流の中継地であった可能性が指摘されている。ほか、平安時代の鉄製品や動植物遺体も出土している。
出土した弥生中期の土器には肉眼観察により籾や雑穀の種子圧痕が報告されていたが、中山誠二は栽培植物の起源に関する研究の一環として、レプリカ・セム法による油田遺跡出土の弥生III～IV期の試料を用いた詳細な分析を行った。報告では玄米痕や籾圧痕などを正確に同定し、現生標本との比較から人為的な脱穀の可能性を指摘している。
油田遺跡からは弥生時代中期前半と古墳時代後期の動物遺体が出土している。弥生中期の遺体はイノシシ・ニホンジカ・イノシシあるいはシカと見られる不明の焼骨片が出土している。弥生時代中期のシカ・イノシシ・種実類は近在の南アルプス市大師の大師東丹保遺跡Ⅰ区からも出土している。さらに、南アルプス市江原の向河原遺跡も近在に所在しており、弥生中期後半の水田跡・集落跡が検出されている。これらの遺跡は同一集団の行動圏内に位置していると考えられており、稲作を生業とする集団が狩猟や堅果の採集を兼ねた生業展開を行っていたと考えられている。
古墳後期の動物遺体はウマ・種不明の焼骨片が出土している。ウマは右第一切歯、左上顎臼歯、右下顎臼歯が1点ずつ出土し、下顎臼歯は咬耗（こうもう）の状態から別個体であると考えられている。